# 아가레스트 전기
《아가레스트 전기》(일본어: アガレスト戦記, Record of Agarest War)는 일본의 컴파일하트와 레드 엔터테인먼트가 공동개발한 플레이스테이션 3용 RPG게임이다.
2007년 9월 27일에 발매되었으며, 2008년 5월에 대한민국에서 정식으로 한글화된 버전이 발매되었다. 속편은 원 작품의 1000년 이상 이전의 옛 세계가 무대가 되는 아가레스트 전기 ZERO로, 2009년 6월에 발매되었으며 대한민국에서 2009년 12월 3일에 정식 발매가 되었다. 2014년에 안드로이드용으로 컨버전되어 출시되었다.